# Rattus everetti
Rattus everetti — один з видів гризунів роду пацюків (Rattus).

## Поширення
Ендемік Філіппін. Він знаходиться в первинній і порушеній низовині, гірських і моховитих лісах, у тому числі низькорослих районах, прилеглих до лісу. Немає записів із земель сільськогосподарського призначення або повністю безлісих областей. Його діапазон висот від рівня моря до 2200 м на острові Лусон, і до 2400 м на Мінданао.

## Морфологічні особливості
Великий гризун, завдовжки 164—271 мм, хвіст — 211—257 мм, стопа — 40 — 53 мм, вуха — 22 — 30 мм. Вага досягає 490 г.

## Зовнішність
Хутро шорстке і посипане колючими волосками. Верхні частини коричневі, посипані довгими чорнуватими волосками, а нижні — сірувато-білими. Стопи білясті. Вуха короткі, круглі, без волосся. Хвіст довший за голову і тіло, рівномірно чорніє з білим кінцем. Самиці мають дві пари грудних сосків і дві пахові пари. Каріотип — 2n = 42 FN = 64-70.

## Загрози та охорона
Немає серйозних загроз для виду. Невідомо, чи вид присутній у будь-яких захищених областях. Цей вид зустрічається в ряді охоронних територій.